# Klaus Völker
Klaus Völker (* 27. September 1938 in Frankfurt am Main) ist ein deutscher Theaterhistoriker, Dramaturg und Publizist.
Völker studierte an der Johann-Wolfgang-Goethe-Universität Frankfurt am Main und an der Freien Universität Berlin Literaturwissenschaft, Kunstgeschichte und Philosophie. Bereits während des Studiums war er als Schauspieler, Dramaturg und Regisseur an Studentenbühnen tätig und schrieb Theaterkritiken. Er übersetzte außerdem Texte von Alfred Jarry, Boris Vian und Raymond Roussel aus dem Französischen ins Deutsche.
Zwischen 1969 und 1985 war Völker als Dramaturg an Schauspielbühnen in Zürich, Basel und Bremen tätig, zuletzt am Berliner Schillertheater. Für das Berliner Theatertreffen leitete er von 1985 bis 2002 den Stückemarkt des Berliner Theatertreffens, eine Plattform für neue Theaterliteratur. Von 1993 bis 2005 war er Rektor der Schauspielschule Ernst Busch in Berlin.
Seit 2007 ist er Juror des Förderpreises für Regie der Deutschen Akademie der Darstellenden Künste. Klaus Völker ist Mitglied der Akademie der Künste Berlin und im PEN-Zentrum Deutschland. Ferner ist er Vorsitzender der Johannes-Bobrowski-Gesellschaft und der Internationalen Hanns Eisler Gesellschaft, Berlin.

## Werke (Auswahl)

### Autor
- Bernhard Minetti. „Meine Existenz ist mein Leben“. Propyläen, Berlin 2004, ISBN 3-549-07215-5.
- Boris Vian. Der Prinz von Saint Germain; eine Biographie. Neuaufl. Wagenbach, Berlin 2006, ISBN 978-3-8031-2529-3 (Wagenbachs Taschenbücherei; 529).
- Brecht. Eine Biographie. Hanser, München 1976, ISBN 3-446-12180-3.
- Brecht. Kommentar zum dramatischen Werk. Winkler, München 1983, ISBN 3-538-07037-7.
- Elisabeth Bergner. Das Leben einer Schauspielerin; ganz und doch immer unvollendet. Edition Hentrich, Berlin 1990, ISBN 3-926175-72-9 (Institut für Theaterwissenschaft (Berlin): Beiträge zu Theater, Film und Fernsehen aus dem Institut für Theaterwissenschaft der Freien Universität Berlin, Band 4).
- Frank Wedekind. 2. Aufl. dtv, München 1970 DNB 455277001, (Dramatiker des Welttheaters).
- Fritz Kortner. Schauspieler und Regisseur. Edition Edition, Berlin 1987, ISBN 3-926175-05-2 (= Reihe Deutsche Vergangenheit, Band 27).
- Hans Lietzau. Schauspieler, Regisseur, Intendant.  Hrsg. von der Stiftung Archiv der Akademie der Künste / Edition Hentrich, Berlin 1999, ISBN 978-3-88331-187-6 (Akademie der Künste) / ISBN 3-933471-10-9 (Edition Hentrich)
- „Ich verreise auf einige Zeit ...“. Sadie Leviton: Schauspielerin, Emigrantin, Freundin von Helene Weigel und Bertolt Brecht. Edition Transit, Berlin 1999, ISBN 3-88747-129-6.
- Irisches Theater 2. Aufl. dtv, München 1972 (Dramatiker des Welttheaters)

1. Synge, Yeats. 1972.
2. Sean O’Casey. 1972.

- Max Herrmann-Neiße. Künstler, Kneipen, Kabaretts; Schlesien, Berlin, im Exil. Edition Hentrich, Berlin 1991, ISBN 3-89468-007-5 (= Deutsche Vergangenheit, Band 56: Stätten der Geschichte Berlins).

### Herausgeber
- Brecht-Chronik. Daten zu Leben und Werk. Dtv, München 1997, ISBN 3-423-30651-3.
- Faust. Ein deutscher Mann. Die Geburt einer Legende und ihr Fortleben in den Köpfen; ein Lesebuch. Wagenbach, Berlin 1999, ISBN 3-8031-2331-3.
- Künstliche Menschen. Neuaufl. Suhrkamp, Frankfurt/M. 1994, ISBN 3-518-38793-6.
- Päpstin Johanna. Ein Lesebuch mit den Texten vom Mittelalter bis heute. Wagenbach, Berlin 1977, ISBN 3-8031-2031-4 (Wagenbachs Taschenbücherei; 31).
- Der Waldbrand. Gesammelte Erzählungen von Leopold Schefer, Haidnische Alterthümer bei Zweitausendeins, 1985
- Von denen Vampiren oder sogenannten Menschensaugern (Phantastische Bibliothek; 306). Neuaufl. Suhrkamp, Frankfurt/M. 2003, ISBN 3-518-38781-2 (zus. mit Dieter Sturm; früherer Titel „Vom Erscheinen der Vampire“).
- Von Werwölfen und anderen Tiermenschen (Phantastische Bibliothek; 312). Neuaufl. Suhrkamp, Frankfurt am Main 1994, ISBN 3-518-38811-8
- Werkausgabe Alfred Jarry, 11 Bände, Zweitausendeins 1987–1993
- Gesamtausgabe, Briefe und weiteres von Max Herrmann-Neiße.

## Auszeichnungen
- 2004: Hessischer Kulturpreis
- 2006: Bundesverdienstkreuz (1. Klasse)
- 2019: Antiquaria-Preis[3]